# Meconopsis integrifolia
Meconopsis integrifolia là một loài thực vật có hoa trong họ Anh túc. Loài này được (Maxim.) Franch. mô tả khoa học đầu tiên năm 1886.